# 白豪主義
白豪主義／白濠主義（はくごうしゅぎ、英: White Australia policy）は、オーストラリアにおける白人最優先主義とそれに基づく非白人への排除政策である。狭義では1901年の移住制限法制定から1973年移民法までの政策方針を指す。広義では、先住民族アボリジニやタスマニア州のオーストラロイド系住民やカナカ人などのメラネシア系先住民への迫害や隔離など、オーストラリアにおける人種差別主義の歴史全般を指す。

## 歴史

### 先住民政策
1788年、大英帝国がオーストラリア大陸を植民地化し、アボリジニを征服・迫害したことから始まる。入植者によって、多くのアボリジニの人々が免疫の無い病気に晒され、また、スポーツハンティングの延長としてアボリジニを殺害したケースすらあった。タスマニアでは一列に並んで島を縦断し、拉致確保した先住民以外は殲滅されたともいわれ、19世紀後半には純血のアボリジニ・タスマニア島民は絶滅したともいわれる。1870年代にはクイーンズランド州で砂糖産業が成長し、ソロモン諸島、バヌアツ、サモア、キリバス、ツバルなどの太平洋諸島のカナカ人（Kanakas）らが年季奉公として徴募される。また強制連行ないし誘拐もあったとされる（こうした奴隷貿易的行為はBlackbirdingといわれる）。連行されたカナカ人らはクイーンズランドやフィジーの砂糖農園（プランテーション）で労働に従事した。
1920年には、豪政府は先住民族の保護という名の人種隔離政策も行った。これらによりアボリジニ人口は90%以上減少した。1910年頃から1970年代にかけて、アボリジニの子供を親元から引き離し、白人家庭や寄宿舎で養育するという政策も行われた。アボリジニの子供も白人の「進んだ文化」の元で立派に育てられるべきという独善的な考え方に基づくもので、政府や教会が主導して行った。子供のおよそ1割が連れ去られ、結果として彼らからアボリジニとしてのアイデンティティを喪失させ、「盗まれた世代」（Stolen Generation）と呼ばれるようになった。
他方、白人が住みたがらなかった不毛な乾燥地域である内陸部のアボリジニは、周辺の厳しい自然環境に守られながら、どうにか固有文化を維持し続けた。今日でもアボリジニ文化の史跡は、沿岸部都市より隔絶された内陸地に多く残る。近年のアボリジニ激減に加えて、文字文化を持たなかったことから、文化的痕跡を残さず消滅した部族も多く、彼等の言語や文化の系統を調査する試みは進んでいない。音声的に完全に失われた言語も多く、それらの民俗学的調査は「大半のピースが既に失われたパズル」になぞらえられている。

### 労働運動と白豪主義
大陸への入植者は、初期は白人、それもイギリスからの移民（主として流刑者）がほとんどであったが、1833年にイギリス帝国が奴隷制を廃止したため、各植民地では労働力が不足する。アヘン戦争とアロー戦争（第二次アヘン戦争）を経て1860年に締結された北京条約で、イギリスや海外の商社が中国人を雇用する権利を承認させたことで、合法的にオーストラリア、アメリカ、カナダに中国人を入植させることができた。また太平天国の乱の影響もあり、オーストラリアには中国系の移民労働者が相次ぐようになる（多くは広東人）。1861年で約39000人（総人口134万8100人のうち2.9％）で、1854年から1858年の5年間では45000人が流入する。北京条約締結同年にニューサウスウェールズ州で反中暴動（Lambing Flat Riots）が起こった。
また、1851年に金鉱が発見され、ゴールドラッシュが始まる。1870年代にはクイーンズランドで、1890年代には西オーストラリアで金鉱が発見され、中国人労働者（苦力）が大陸全土に広がった。それにともなって1870年代以降、中国人をはじめとする外国人労働者に対する労働運動が激化する。地方都市では、アジア系外国人労働者による白人労働者の労働機会の縮小と賃金水準の低下、環境衛生の悪化の原因された。そのため労働環境改善を求める労働運動が白豪主義の圧力団体となっていく。1878年には中国人船員の雇用に対して船員組合がストライキを敢行した。1888年には中国人移住制限法が制定される。1892年にも運送業者組合が大規模な抗議運動を展開した。一方、資本側・経営側は中国人労働者は低コストの労働力となったため、白豪主義に反対していた。農園主らは主に都市部で発生していた移民（中国人）労働者への制限を求めた労働運動に対して、ノーザンテリトリーやクイーンズランドからアジア人を撤退させたら荒れ地になると反論したが、移民制限は法制化されていく。労働運動が激化する中、各地で労働党が形成される。労働党の基本イデオロギーは白豪主義と社会主義であった。また反権威主義や反エリート主義を掲げ、イギリスからの独立を掲げてもいた。
また1863年、ノーザンテリトリーが南オーストラリア植民地として編入されると、南オーストラリアは当初日本人を入植させる計画を採り、日本からも真珠貝採取や砂糖農園における技術系労働者が流入した。1898年のクイーンズランドで就労していた日本人は3274人に上った。しかし外国人労働者への排斥運動のあおりを受けて、日本の移住希望者にも「ヨーロッパ言語による書き取りテスト」を課して実質的に流入を阻むようになっていった。

### 移住制限法（1901年）
1901年にオーストラリアは連邦制となり、同時に移住制限法、帰化法、太平洋諸島労働者法等を成立させ、白豪主義政策が完成していく。連邦政府の最大の問題が移民労働者問題であった。しかし1902年の日英同盟に帰結する英国の対日政策においては、ロシア帝国南下からの防衛という意味でも、日本が地政的に重要であったため、英植民地相のジョセフ・チェンバレンは豪連邦初代首相エドマンド・バートンに対して、極東の情勢を配慮することを秘密書簡で要求した。日本政府はすでに移住制限法に対し、ロンドンとシドニーの在外公館を通じて抗議を行っていた。しかし白豪主義の強硬論が豪議会でも根強く、当時の代表的な白豪主義の論客で、のち第2代首相にもなったアルフレッド・ディーキンは「日本人は優秀であるがゆえに危険であり、排除されねばならない」として、バートンの対日政策を撤回させた。以降、日英同盟が破棄されるまでの約20年間、オーストラリアはイギリスと日本との間に摩擦を持つことになった。日英同盟は安全保障、貿易の観点から歓迎されるべきだとバートン首相はメルボルンの日刊紙『エイジ』（1902年2月14日）にコメントを寄せ、しかし白豪政策は堅持する、とした。これに対し大衆紙『ブレティン』は「英帝国が白いヨーロッパ（ロシア）に対抗する目的で有色国家と同盟を締結することはきわめて不名誉である」とした。『ブレティン』紙の白人至上主義は世論形成にその後まで相当の影響を与え続けた。
日露戦争の間には反ロシア感情から親日論が台頭し、1904年には日豪パスポート協定が結ばれるが、のちにイギリスがドイツ帝国との対立関係を深めて行く中、日本とドイツの同盟のシナリオが想定され、日本脅威論が復活していく。第一次世界大戦でドイツ領であった赤道以北の南洋群島を日本が占領すると、ドイツよりも危険な存在と認識されるようになった。こうして、白豪主義的体制が確立されていき、1940年頃にその有色人種の国内人口に占める割合は最も小さくなった。第二次世界大戦中にはアメリカの黒人部隊の上陸を拒否したほどである。

### 第二次大戦後から多文化主義政策まで
第二次大戦後、労働党が人口2500万人を目標にした大量移民計画を発表した。これにより広大な面積を持つオーストラリア大陸の労働力や市場を彼らが支えるようになると、従来の人種差別政策は撤回していかざるを得なくなっていった。
特に、1973年にイギリスがECに加盟したことで、ヨーロッパ諸国との繋がりを重視し始めたことに伴い、それまで圧倒的に密であったイギリス本国とイギリス連邦加盟諸国の繋がりが薄れ、連邦が実質的意味を失いつつあったことが、この事態に拍車をかけることになった。それまで旧宗主国イギリス一辺倒であったオーストラリアの外交政策は転換を余儀なくされ、経済的にも政治的にもアジアの一員となっていく（アジア化）。すでにベトナム戦争以降、経済的な連携関係が構築されていた日本、次いでNIESと呼ばれた台湾や、同じ旧イギリス帝国の一員でもあった香港やシンガポール、さらに近年は中国を向き始め、アジアの仲間としての道を模索していくことになる。
1972年に誕生したゴフ・ホイットラム労働党政権は、急速な政治改革を実践したが、その一環として移民政策も大きく転換した。1973年の「移民法」「オーストラリア市民憲法」の改正、
1975年の「人種差別禁止法」制定によって、公共の場で差別的な発言や危害を加える行為、また、移住手続きや、移民の国内での生活・教育・雇用に関する一切の人種差別を禁止した。オーストラリアも軍を派遣したベトナム戦争後、やましさと人道的観点からベトナム難民を数多く受け入れるなど、積極的にアジアからの移民を受け入れるようになり、マルチ・カルチュラリズム（多文化主義）を国策として掲げるようになった。
しかしながら、1968年のメキシコオリンピックにて、所謂『ブラックパワー・サリュート』を支持したピーター・ノーマンがオーストラリアメディアに公然と非難を浴びたり、以降のオリンピック代表選考にてオーストラリアオリンピック委員会（AOC）から不当な扱いを受ける（AOCは好成績を残したノーマンを代表には選ばなかった）など、潜在的な差別意識の撤廃には更なる時間を要することとなった。

## 現在
現在では、制度的差別（形式的差別）は解消され、21世紀初頭には移民の約4割をアジア系が占めている。2016年にアボリジニらが、白豪主義下にて州が雇用主からもらい、自身らへ支払うべきであった賃金をごくわずかしか払っていなかったとして、オーストラリア連邦裁判所にてクイーンズランド州を相手に訴訟を起こした。2019年7月9日に、州は先住民側と和解し、計1億9000万ドルを約1万人の先住民や遺族に支払うことを決定した。この合意に対し、州の副首相であるジャッキー・トラッドは、歴史的な誤りを正し、先住民と協力すると述べた。
しかしなお有色人種への心理的差別は残っており、20世紀末にはアジア人移民を拒否し、白豪主義に戻ろうとする極右政党「ONE NATION」（ワン・ネイション）が台頭するなど、ドイツのネオナチに似た問題も発生している。2005年には、シドニー郊外のクロヌラ・ビーチに5000人を超える白人が集まり、暴徒化した白人集団による中東系移民への無差別襲撃が発生した（クロナラ暴動）。またスーダン人の難民に対して受け入れを拒否し、政府もアフリカ人の移民を受け入れないという決定も下した。
2008年に、オーストラリアの大学がオーストラリア人1万2500人を対象に、人種差別について10年かけて調査した結果を発表した。それによると、回答者の46%は特定の民族がオーストラリアにふさわしくないと回答した。特にイスラーム教徒や黒人、アボリジニ、東南アジア諸国民、メラネシア人に対する差別意識が根強いとされる。およそ10%が異民族間結婚は認められず、同じく10%が自分たちよりも劣る民族がいると回答しており、いまだに少なからず白豪主義・白人至上主義的な人種差別意識が残っている。
オーストラリア政府は政策的に中国系、インド系をはじめアジア系移民を受け入れているが、移民のオーストラリア社会への統合は円滑ではない。民衆は年々増加するアジア系移民に対して反感を持ち、カレー・バッシングのような嫌がらせが社会問題となっている。また、2008年には映画ザ・コーヴの公開に乗じてシーシェパードが太地町（和歌山県東牟婁郡）とブルーム町の姉妹都市提携を止めさせる事を呼びかけ、ブルーム町が大量の呼びかけに応える形で姉妹都市提携をやめさせる決議をし、その際に日系人墓地を荒らす事件なども起きているが、ブルーム町の市民が逆に抗議をして姉妹都市提携解消を撤回する事態も起きている。
また、2019年に隣国のニュージーランドで発生したクライストチャーチモスク銃乱射事件では、犯行動機の背景に白豪主義があったという見方がある。